# 栗原美紀子
栗原美紀子，藝名：（1963年8月13日—），日本女性配音員。出身於新潟縣西蒲原郡西川町（今已併入新潟市西蒲區）。身高163cm。O型血。

## 人物簡介
本名相同，取藝名則是將姓氏後面名字的漢字換成平假名。過往所屬的經紀公司有大澤事務所、Aslead Company（研習生）、Bell Production。
為人熟悉的代表配音作品有遊戲《純愛手札》的美樹原愛、《歡迎來到Pia Carrot!!2.5》的榎本司。

## 演出作品
※粗體字表示說明飾演的主要角色。

### 電視動畫
1992年
- 緞帶魔法姬

1995年
- 鬼神童子ZENKI（貴子）

1997年
- 電光快車俠（櫻花、朝桐）

1998年
- 玲音（S）
- （運河伊世奈 等）

2002年
- 電光快車俠2（松田曉美、仁美）

2003年
- MOUSE（女記者）

### OVA
1991年
- 夢回綠園（少女A）

1992年
- 絕愛 -1989-（日语：絶愛-1989-）

1994年
- 嬌娃夏生的危機（日语：なつきクライシス）（酒井）

1999年
- 純愛手札（美樹原愛）
- 歡迎來到Pia Carrot!! 2 DX（榎本司）

### 遊戲
- 純愛手札系列（美樹原愛）

1996年
- CANCAN BUNNY Premiere2（莎拉·史瓦提）
- 可愛的流行麻將（日语：ラブリーポップ麻雀 雀々しましょ）（川原雛）

1997年
- （高橋步）

2001年
- 艾米莉亞（日语：眠れる森のお姫さま）（艾米莉亞·馮·法倫）
- 歡迎來到Pia Carrot!!2.5（榎本司）

2002年
- （白川秋葉）

2007年
- 神曲奏界 Memories White（普里姆蘿絲·格蘭納德）

2009年
- ECHO（凜）

### 外語配音

#### 電影
- 魔鬼銀爪（英语：Cronos (film)）（歐若拉·葛利斯〈塔瑪拉·沙納斯 飾演〉）

### 音樂CD
- 純愛手札 廣播劇CD
- （遊戲《CANCAN BUNNY Premiere2》片頭主題曲）
- （遊戲《CANCAN BUNNY Premiere2》片尾主題曲）

### 其它
- 汝子校戰艦交響曲（鳳菜都子）－雜誌《TECH Win DVD（日语：テックウィンDVD）》附贈CD-ROM版的劇場

## 腳註

## 外部連結
- 栗原美紀子 （日語）－Talent Date Bank
- 栗原美紀子 （页面存档备份，存于） （日語）－oricon
- 栗原美紀子 （页面存档备份，存于） （日語）－allcinema（日语：allcinema）